# Loredana Toma
Pour les articles homonymes, voir Toma.
Loredana Elena Toma, née le 10 mai 1995 à Botoșani est une haltérophile roumaine.

## Palmarès

### Championnats du monde
- 2022 à Bogota 
  -  Médaille d'or au total en 71 kg.
  -  Médaille d'or à l'arraché en 71 kg.
- 2019 à Pattaya 
  -  Médaille de bronze au total en 64 kg.
  -  Médaille de bronze à l'arraché en 64 kg.
- 2018 à Achgabat 
  -  Médaille d'argent à l'arraché en 64 kg.
- 2017 à Anaheim 
  -  Médaille d'or au total en 63 kg.
  -  Médaille d'or à l'arraché en 63 kg.
  -  Médaille d'or à l'épaulé-jeté en 63 kg.
- 2013 à Wrocław 
  - 4e au total en 58 kg.

### Championnats d'Europe
- 2023 à  Erevan
  -  Médaille d'or au total en 71 kg.
  -  Médaille d'or à l'arraché en 71 kg.
  -  Médaille d'or à l'épaulé-jeté en 71 kg.
- 2021 à  Moscou
  -  Médaille d'or au total en 64 kg.
  -  Médaille d'or à l'arraché en 64 kg.
  -  Médaille d'or à l'épaulé-jeté en 64 kg.
- 2019 à  Batoumi
  -  Médaille d'or au total en 64 kg.
  -  Médaille d'or à l'arraché en 64 kg.
  -  Médaille d'or à l'épaulé-jeté en 64 kg.
- 2018 à  Bucarest
  -  Médaille d'or au total en 63 kg.
  -  Médaille d'or à l'arraché en 63 kg.
  -  Médaille d'or à l'épaulé-jeté en 63 kg.
- 2017 à  Split
  -  Médaille d'or au total en 63 kg.
  -  Médaille d'or à l'arraché en 63 kg.
  -  Médaille d'or à l'épaulé-jeté en 63 kg.
- 2014 à  Tel Aviv
  -  Médaille d'argent au total en 58 kg.
  -  Médaille d'argent à l'arraché en 58 kg.
  -  Médaille d'argent à l'épaulé-jeté en 58 kg.
- 2013 à  Tirana
  -  Médaille d'argent au total en 58 kg.
  -  Médaille d'argent à l'arraché en 58 kg.
  -  Médaille de bronze à l'épaulé-jeté en 58 kg.
- 2012 à  Antalya
  - 7e au total en 63 kg.